# David Robbins
David Robbins (Los Angeles, Califórnia, 29 de Janeiro de 1955) é um compositor estadunidense.

## Carreira
Em 1992, David Robbins faz a parceria com o seu irmão Tim Robbins no filme Bob Roberts - Candidato ao Poder (Bob Roberts) (1992), e ainda em parceria trabalha para as produções, A Última Caminhada (Dead Man Walking) (1995) e América - Anos 30 (Cradle Will Rock) (1999).

## Prêmios
Recebeu em 1992 no Flanders International Film Festival, o prêmio Georges Delerue Prize pelo trabalho em Bob Roberts.